# Championnat du Japon de rugby à XV 2022-2023
Navigation
Japan Rugby League One
2022 Japan Rugby League One
2023-2024
Le Championnat du Japon de rugby à XV 2022-2023 ou Japan Rugby League One Division 1 2022-2023 oppose les douze meilleures équipes japonaises de rugby à XV.

## Liste des équipes en compétition
| Saitama Funabashi Tokyo Yokohama Kobe Sagamihara Shizuoka Toyota Tokatsu Hanazono |

| Équipe                                           | Ville         | Stade                                                   | Capacité      |
| ------------------------------------------------ | ------------- | ------------------------------------------------------- | ------------- |
| Black Rams Tokyo                                 | Tokyo         | Chichibunomiya Rugby Stadium                            | 27 188        |
| Green Rockets Tokatsu                            | Kashiwa       | Stade Kashiwanoha (en)                                  | 20 000        |
| Hanazono Kintetsu Liners                         | Higashiosaka  | Hanazono Rugby Stadium                                  | 30 000        |
| Kobelco Kobe Steelers                            | Kobe          | Stade du Mémorial de l'Universiade                      | 45 000        |
| Kubota Spears Funabashi Tokyo-Bay                | Tokyo         | Stade Edogawa (en)                                      | 6 950         |
| Mitsubishi Heavy Industries Sagamihara Dynaboars | Sagamihara    | Sagamihara Gion Stadium (en)                            | 15 300        |
| Saitama Wild Knights                             | Kumagaya      | Kumagaya Rugby Stadium                                  | 24 000        |
| Shizuoka Blue Revs                               | Iwata         | Stade Yamaha                                            | 15 165        |
| Tokyo Sungoliath                                 | Chōfu Tokyo   | Stade Ajinomoto Chichibunomiya Rugby Stadium            | 50 000 27 188 |
| Toshiba Brave Lupus Tokyo                        | Tokyo         | Chichibunomiya Rugby Stadium                            | 27 188        |
| Toyota Verblitz                                  | Toyota Nagoya | Stade Toyota Stade d'athlétisme de Mizuho               | 45 000 27 000 |
| Yokohama Canon Eagles                            | Ōita Yokohama | Stade d'Oita NHK Spring Mitsuzawa Football Stadium (en) | 40 000 15 464 |

## Phase régulière
| Rang | Club             | J  | V  | N | D  | Pm  | Pe  | Diff | Pts |
| ---- | ---------------- | -- | -- | - | -- | --- | --- | ---- | --- |
| 1    | Wild Knights (T) | 16 | 15 | 0 | 1  | 539 | 270 | +269 | 66  |
| 2    | Spears           | 16 | 14 | 1 | 1  | 636 | 340 | +296 | 65  |
| 3    | Sungoliath       | 16 | 12 | 0 | 4  | 529 | 325 | +204 | 55  |
| 4    | Eagles           | 16 | 10 | 2 | 4  | 588 | 321 | +267 | 54  |
| 5    | Brave Lupus      | 16 | 10 | 0 | 6  | 558 | 394 | +164 | 48  |
| 6    | Verblitz         | 16 | 8  | 0 | 8  | 468 | 449 | +19  | 37  |
| 7    | Black Rams (P)   | 16 | 6  | 0 | 10 | 414 | 384 | +30  | 30  |
| 8    | Blue Revs        | 16 | 5  | 2 | 9  | 404 | 403 | +1   | 30  |
| 9    | Kobe Steelers    | 16 | 5  | 0 | 11 | 470 | 569 | -99  | 25  |
| 10   | Dynaboars        | 16 | 4  | 1 | 11 | 360 | 609 | -249 | 20  |
| 11   | Green Rockets    | 16 | 3  | 0 | 13 | 295 | 640 | -345 | 14  |
| 12   | Liners           | 16 | 1  | 0 | 15 | 297 | 854 | -557 | 5   |

|  | Qualifiés pour les demi finales (no 1, no 2, no 3, no 4). |
|  | Qualifiés pour les barrages (no 11, no 12).               |
|  | T : tenant du titre 2022, P : promu 2022.                 |

## Phases finales
|  | Demi-finales          | Demi-finales  |                        |    | Finale      | Finale      |
|  | Demi-finales          | Demi-finales  |                        |    | Finale      | Finale      |
|  |                       |               |                        |    |             |             |
|  | 13 mai 2023           | 13 mai 2023   |                        |    | 20 mai 2023 | 20 mai 2023 |
|  | 13 mai 2023           | 13 mai 2023   |                        |    | 20 mai 2023 | 20 mai 2023 |
|  | Saitama Wild Knights  | 51            |                        |    | 20 mai 2023 | 20 mai 2023 |
|  | Saitama Wild Knights  | 51            |                        |    | 20 mai 2023 | 20 mai 2023 |
|  | Yokohama Canon Eagles | 20            |                        |    | 20 mai 2023 | 20 mai 2023 |
|  | Yokohama Canon Eagles | 20            | Saitama Wild Knights   | 15 |             |             |
|  | 14 mai 2023           |               | Saitama Wild Knights   | 15 |             |             |
|  |                       | Kubota Spears | 17                     |    |             |             |
|  | Kubota Spears         | Kubota Spears | 17                     | 24 |             |             |
|  | Kubota Spears         |               |                        | 24 |             |             |
|  | Tokyo Sungoliath      | 18            |                        |    |             |             |
|  | Tokyo Sungoliath      | 18            | Match pour la 3e place |    |             |             |
|  |                       |               |                        |    |             |             |
|  | 19 mai 2023           |               |                        |    |             |             |
|  |                       |               |                        |    |             |             |
|  | Yokohama Canon Eagles | 26            |                        |    |             |             |
|  | Yokohama Canon Eagles | 26            |                        |    |             |             |
|  | Tokyo Sungoliath      | 20            |                        |    |             |             |
|  | Tokyo Sungoliath      | 20            |                        |    |             |             |

### Résultats détaillés

#### Finale
| 20 mai 2023 14h35 | Saitama Wild Knights                                                                               | 15 - 17 (3 - 9) | Kubota Spears                                               | Stade national, Tokyo 41 794 spectateurs |
| 20 mai 2023 14h35 | Essai(s) : Horie (58e), Osada (65e) Transformation(s) : Yamasawa (59e) Pénalité(s) : Matsuda (34e) | Rapport         | Essai(s) : Kida (69e) Pénalité(s) : Foley 3 (20e, 26e, 38e) | Stade national, Tokyo 41 794 spectateurs |
| 20 mai 2023 14h35 | | Rapport         |                                                             | Stade national, Tokyo 41 794 spectateurs |

| Titulaires Ryuji Noguchi 15 Tomoki Osada 14 Dylan Riley 13 Damian de Allende 12 Marika Koroibete 11 Rikiya Matsuda 10 Keisuke Uchida 9 Jack Cornelsen 8 Lachlan Boshier 7 Shota Fukui 6 Lood de Jager 5 Mark Abbott 4 Asaeli Ai Valu 3 Atsushi Sakate 2 Keita Inagaki 1 Remplaçants Shota Horie 16 Craig Millar 17 Shohei Hirano 18 Liam Mitchell 19 Itsuki Onishi 20 Taiki Koyama 21 Takuya Yamasawa 22 Koki Takeyama 23 |  | Titulaires 15 Gerhard van den Heever 14 Koga Nezuka 13 Ryan Crotty 12 Harumichi Tatekawa 11 Haruto Kida 10 Bernard Foley 9 Kazuhiro Taniguchi 8 Faulua Makisi 7 Takeo Suenaga 6 Finau Tupa 5 Ruan Botha 4 Yuki Aoki 3 Kengo Kitagawa 2 Malcolm Marx 1 Yota Kamimori Remplaçants 16 Schalk Erasmus 17 Kazuki Kato 18 Opeti Helu 19 Uwe Helu 20 Masaya Tamaki 21 Shinobu Fujiwara 22 Sione Teaupa 23 Halatoa Vailea |